# American Factory
American Factory ist ein US-amerikanischer Dokumentarfilm von Steven Bognar und Julia Reichert aus dem Jahr 2019. Er behandelt die Unternehmensentwicklung des chinesischen Autoglasherstellers Fuyao in Moraine, einem Vorort von Dayton in Ohio.
Der Film hatte seine Premiere auf dem Sundance Film Festival im Januar 2019. Er wird seit August desselben Jahres über Netflix ausgestrahlt und wird von Higher Ground Productions, einer von Barack Obama und Michelle Obama gegründeten Filmproduktionsfirma, beworben.

## Handlung
Im Film geht es um die Übernahme und den Wiederaufbau der Fuyao Glass America Inc. durch den chinesischen Konzern Fuyao Glass Group Industries. Dabei wird der Ablauf von der Wiedereröffnung des Werkes mit politischer Prominenz, über Qualitäts- und Produktivitätsprobeme bis hin zu einer weichenstellenden Abstimmung über die Einführung eines Betriebsrates und Personalveränderungen gezeigt.

## Rezeption
Auf Rotten Tomatoes erhielt der Film mit einer Zustimmungsrate von 95 % positive Kritiken. Eric Kohn von IndieWire, einer Filmkritik-Redaktion, schrieb: „Eine faszinierende Tragikomödie über die Inkompatibilität der amerikanischen und chinesischen Industrie“.
Andere kritisieren, dass der Film das gegenseitige Verständnis zwischen China und Amerika nicht unbedingt fördere. Gleichzeitig wird der Film als „mit feinem Humor und Engagement“ geschaffener, engagierter, aufwühlender und trotzdem unterhaltsamer Culture-Clash-Dokumentarfilm im Industriemilieu gelobt.

## Auszeichnungen
- Oklahoma Film Critics Circle: Bester Dokumentarfilm 2019[6]
- RiverRun International Film Festival 2019: Best Documentary Feature Award[7]
- Oscarverleihung 2020: Bester Dokumentarfilm[8]